# Teodor Burcă

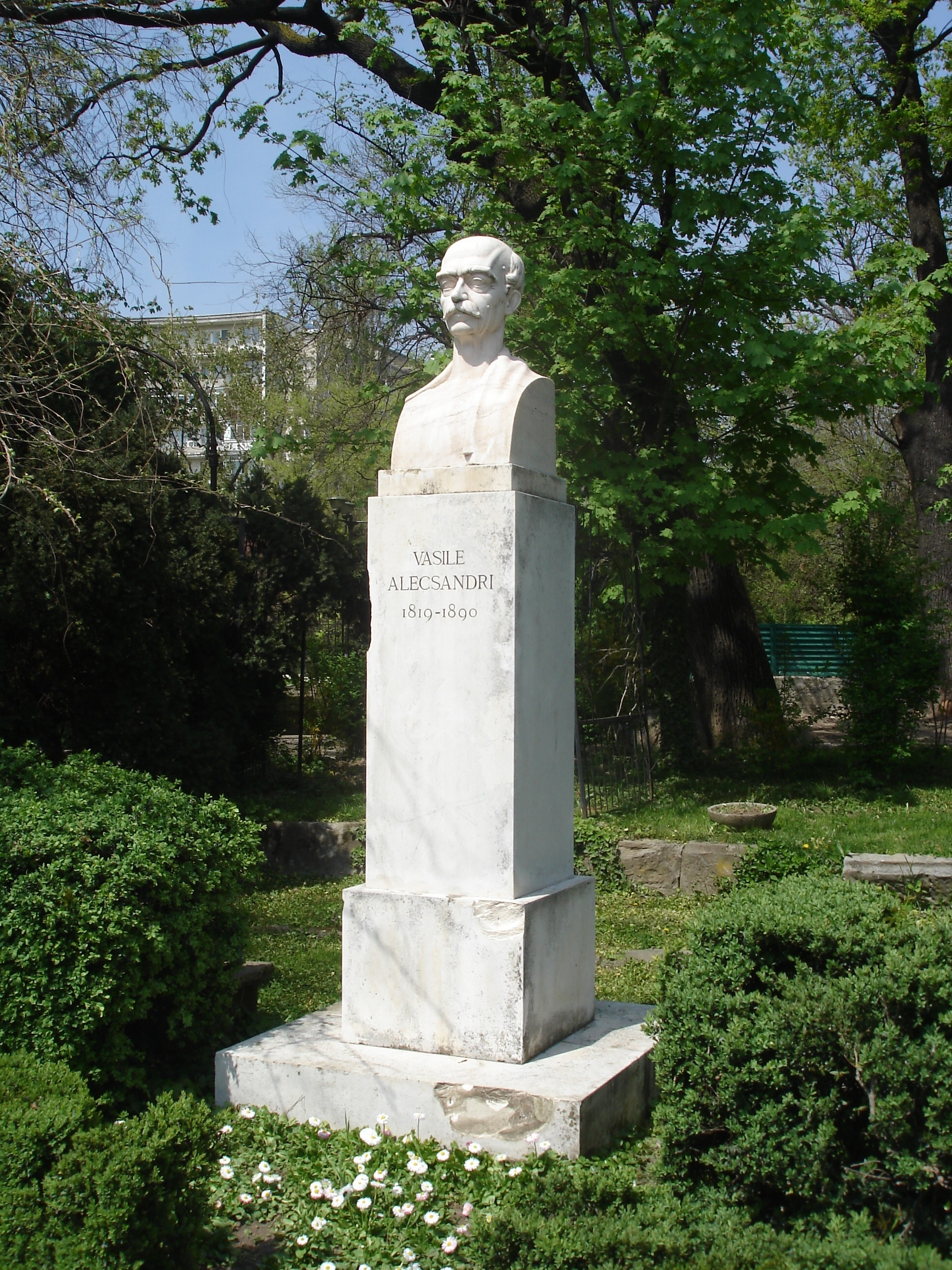
Bustul lui Vasile Alecsandri

Teodor Burcă (grafiat și Theodor Burcă) (n. 25 februarie 1889, Slatina – d. 8 octombrie 1950, București) a fost un sculptor monumentalist român, autorul unor monumente închinate eroilor români din Primul Război Mondial.
Theodor Burcă a urmat Școala de arte și meserii din Craiova și Școala de arte frumoase din București, având ca profesori pe Wladimir Hegel și Dimitrie Paciurea. După ce a absolvit Școala de Arte Decorative din Viena, a studiat și la Academia Julian din Paris între 1910-1913, cu Verlle și Ernest Henri Dubois, afirmându-se ca un remarcabil sculptor, din 1934 fiind și conservator  și custode al Pinacotecii Municipale București.
Între 1916-1943 a participat la mai multe expoziții de grup la Salonul Oficial din București, Salonul Sculptorilor și Tinerimea artistică.
Burcă a cunoscut un succes remarcabil în special din cauza afilierii sale la un curent simbolisto-idealist, conceput în jurul personalității și creației lui Alexandru Macedonski.
Sculptorul Teodor Burcă a fost în egală măsură apreciat și contestat de critica vremii. A murit tânăr, fără a-și putea da măsura talentului. Burcă a fost un excelent meșteșugar și face parte din acea categorie a sculptorilor români care, dacă nu a excelat, poate și din cauza timpului scurt în care a lucrat, a contribuit la consolidarea școlii de sculptură românească contemporană.

## Sculpturi
- Bustul lui Vasile Alecsandri, amplasat în Rotonda scriitorilor din Parcul Cișmigiu din București, în 1943.
- Bustul „Poetul Macedonsky”, expus la expoziția personală din 1919. În 1943, Theodor Burcă a solicitat Primăriei Municipiului București acordarea realizării unui bust „Alexandru Macedonski” pentru a fi inclus în preconizatele dotări cu artă plastică ale Grădinii Icoanei.[6]
- Monumentul Eroilor din 1916 - 1918 din Drobeta Turnu-Severin, dedicat eroilor Primului Război Mondial, inaugurat la 4 iunie 1933. În cripta lui sunt osemintele a 380 de eroi care și-au jertfit viața pentru apărarea gliei străbune.[7]
- Monumentul Vânătorilor de Munte din Târgu Neamț, construit din piatră și bronz și adăpostește osemintele a 196 de eroi ai Batalionului de vânători de munte din Târgu Neamț căzuți în Marele Război pentru Întregirea Neamului Românesc. A fost inaugurat la 28 iunie 1939, în prezența Regelui Carol al II-lea al României și a primului ministru Armand Călinescu.[8]
- Mausoleul generalului Ioan Dragalina înălțat în 1921 la cimitirul Bellu-Militar din București, de sculptorul Theodor Burcă în colaborare cu arhitectul I. Buiuc.[9]
- Monumentul eroilor din războiul de independentă, de reîntregire națională, amplasat la marginea localității Lacul Turcului, din inițiativa unui grup de cetățeni din comună și inaugurat în anul 1920. Lucrarea este executată din beton și are înălțimea de 3,70 metri. Soclu de plan pătrat, în trei trepte, surmontat de un piedestal paralelipipedic, având în terminație o coloană obeliscoidală, cu o pajură așezată pe un glob. La baza piedestalului,pe laturile din dreapta și din stânga, sunt montate basoreliefuri din bronz care redau scene de luptă. Pe câteva plăci de marmură fixate pe monument sunt înscrise numele a 107 militari căzuți eroic în luptele din timpul războiului de reîntregire națională.[10]
- Bustul Amiral Vasile Urseanu în cimitirul Bellu. Monumentul este înscris pe "Lista monumentelor istorice" a Institutului National al Monumentelor Istorice.[11]
- Monumentul Unirii din Cernăuți, care a fost dezvelit în ziua de 11 noiembrie 1924, a fost opera comună a mai multor artiști, proiectul fiind conceput de sculptorul Teodor Burcă. Elementul central al monumentului reprezenta chipul în bronz al unui soldat român având în față o fată în genunchi - Bucovina recunoscătoare[12]. Sculptorul Spiridon Georgescu a lucrat pentru acest monument un zimbru de bronz, care strivea cu copita vulturul bicefal austriac[13]. Monumentul gândit să transmită generațiilor viitoare simbolul împlinirii aspirațiilor naționale nu a rezistat în fața tancurilor sovietice ce au cotropit nordul Bucovinei în iunie 1940. Un an mai târziu, la 23 august 1941, administrația românească revenită la Cernăuți a reamplasat pe vechiul soclu alegoria Unirii, singurul element care a fost găsit din întreg complexul monumental. După reocuparea ținutului de către Armata Roșie în martie 1944, monumentul a fost din nou demolat[14]. Din monument s-a mai păstrat doar zimbrul Moldovei, care strivește vulturul austriac[15][16]
- Monumentul lui Tudor Vladimirescu din București, are 2,5 metri înălțime și este plasată pe un soclu înalt de 5 metri, fiind situată lângă Biserica Precupeții Vechi - Biserica Tuturor Sfinților, pe strada Mihai Eminescu. A fost realizată în bronz în anul 1934.[17]
- Statuia Grănicerului din Fălticeni, construită din beton și bronz în 1948 de Teodor Burcă, a fost ridicată în memoria eroilor din Primul Război Mondial.[18]